# Lijst van voetbalinterlands Mauritius - Swaziland
Deze lijst van voetbalinterlands is een overzicht van alle officiële voetbalwedstrijden tussen de nationale teams van Mauritius en Swaziland. De landen hebben tot op heden acht keer tegen elkaar gespeeld. De eerste ontmoeting, een vriendschappelijke wedstrijd, was op 1 augustus 2002 in Lobamba. Het laatste duel, een kwalificatiewedstrijd voor het Wereldkampioenschap voetbal 2026, werd gespeeld in Mbombela (Zuid-Afrika) op 23 maart 2025.

## Wedstrijden
| № | Plaats       | Datum           | Competitie           | Wedstrijd             | Uitslag |
| - | ------------ | --------------- | -------------------- | --------------------- | ------- |
| 1 | Lobamba      | 1 augustus 2002 | Vriendschappelijk    | Swaziland − Mauritius | 0 − 1   |
| 2 | Big Bend     | 3 augustus 2002 | Vriendschappelijk    | Swaziland − Mauritius | 0 − 0   |
| 3 | Lobamba      | 26 mei 2007     | COSAFA Cup 2007      | Swaziland − Mauritius | 0 − 0   |
| 4 | Witbank      | 21 juli 2008    | COSAFA Cup 2008      | Mauritius − Swaziland | 1 − 1   |
| 5 | Durban       | 25 mei 2019     | COSAFA Cup 2019      | Mauritius − Swaziland | 2 − 2   |
| 6 | Durban       | 6 juli 2022     | COSAFA Cup 2022      | Mauritius − Swaziland | 0 − 3   |
| 7 | Saint Pierre | 11 juni 2024    | WK 2026 kwalificatie | Mauritius − Swaziland | 2 − 1   |
| 8 | Mbombela     | 23 maart 2025   | WK 2026 kwalificatie | Swaziland − Mauritius | 3 − 3   |

## Samenvatting
| Competitie        | Totaal gespeeld | Winst Mauritius | Gelijk | Winst Swaziland | Doelsaldo Mauritius – Swaziland |
| ----------------- | --------------- | --------------- | ------ | --------------- | ------------------------------- |
| WK-kwalificatie   | 2               | 1               | 1      | 0               | 5 − 4                           |
| COSAFA Cup        | 4               | 0               | 3      | 1               | 3 − 6                           |
| Vriendschappelijk | 2               | 1               | 1      | 0               | 1 − 0                           |
| Totaal            | 8               | 2               | 5      | 1               | 9 − 10                          |

MFA · Mauritiaans vrouwenelftal
1947 – 1959 · 
1960 – 1969 · 
1970 – 1979 · 
1980 – 1989 · 
1990 – 1999 · 
2000 – 2009 · 
2010 – 2019 ·
2020 – 2029
Angola ·
Botswana ·
Burundi ·
Comoren ·
Congo-Brazzaville ·
Congo-Kinshasa ·
Djibouti ·
Egypte ·
Equatoriaal-Guinea ·
Ethiopië ·
Fiji ·
Gabon ·
Ghana ·
Guinee ·
Hongkong ·
India ·
Indonesië ·
Ivoorkust ·
Kaapverdië ·
Kameroen ·
Kenia ·
Lesotho ·
Liberia ·
Libië ·
Macau ·
Madagaskar ·
Malawi ·
Malediven ·
Mauritanië ·
Mongolië ·
Mozambique ·
Namibië ·
Nepal ·
Nieuw-Caledonië ·
Oeganda ·
Pakistan ·
Qatar ·
Rwanda ·
Saint Kitts en Nevis ·
Sao Tomé en Principe ·
Senegal ·
Seychellen ·
Singapore ·
Soedan ·
Swaziland ·
Syrië ·
Tanzania ·
Togo ·
Tsjaad ·
Tunesië ·
Zambia ·
Zimbabwe ·
Zuid-Afrika
NFAS · 
Swazisch vrouwenelftal
1968 · 
1969 · 
1970 · 
1971 · 
1972 · 
1973 · 
1974 · 
1975 · 
1976 · 
1977 · 
1978 · 
1979 · 
1980 · 
1981 · 
1982 · 
1983 · 
1984 · 
1986 · 
1987 · 
1988 · 
1989 · 
1990 · 
1991 · 
1992 · 
1993 · 
1994 · 
1995 · 
1996 · 
1997 · 
1998 · 
1999 · 
2000 · 
2001 · 
2002 · 
2003 · 
2004 · 
2005 · 
2006 · 
2007 · 
2008 · 
2009 · 
2010 · 
2011 · 
2012 · 
2013 · 
2014 ·
2015 ·
2016 ·
2017 ·
2018 ·
2019 ·
2020 ·
2021 ·
2022 ·
2023 ·
2024
Angola ·
Botswana ·
Burkina Faso ·
Comoren ·
Congo-Brazzaville ·
Congo-Kinshasa ·
Djibouti ·
Egypte ·
Eritrea ·
Gabon ·
Ghana ·
Guinee ·
Guinee-Bissau ·
Kaapverdië ·
Kameroen ·
Kenia ·
Lesotho ·
Libië ·
Madagaskar ·
Malawi ·
Mali ·
Mauritius ·
Mozambique ·
Namibië ·
Niger ·
Nigeria ·
Senegal ·
Seychellen ·
Sierra Leone ·
Soedan ·
Somalië ·
Tanzania ·
Togo ·
Tunesië ·
Zambia ·
Zimbabwe ·
Zuid-Afrika